# Morne Watt
Morne Watt es un estratovolcán en el sur de la isla de Dominica. Se eleva a una altitud de 1.224 m (4.016 pies) y es el tercer pico más alto en Dominica (después del Morne Diablotins y el Morne Trois Pitons). Una gran erupción del Morne Watt que produjo flujos piroclásticos tuvo lugar hace unos 1300 años. Una erupción freática moderadamente grande tuvo lugar en el Valle de la Desolación en la zona termal al NE de Morne Watt en 1880, cuando la ceniza volcánica cayó sobre un sector de 4 km de ancho en la costa, a 10 km (6 millas) de la rejilla de ventilación.